# 韓明淑
韓 明淑（ハン・ミョンスク、1944年（昭和19年）3月24日 - ）は、大韓民国の政治家。37代国務総理（任期：2006年4月20日〜2007年3月7日）を初め、大韓民国国会の国会議員（第16・17・19代）、盧武鉉財団理事長や旧、民主党常任顧問、元民主統合党代表（2012年1月 - 2012年4月）などを歴任。現在は民主党の常任顧問。平壌出身。2015年8月20日、大法院で政治資金不正授受で懲役2年の実刑が確定し、議員職を失った。
「韓李明淑」（ハニ・ミョンスク）という名前を使う場合もあるが、これは両親の姓を併記する名前で、韓国ではフェミニストが中心に推進するものである。他に類似のケースとしては共に民主党系の「梁李媛瑛」「南尹仁順」が挙げられる。

## 経歴
本貫は清州韓氏。貞信女子高卒。梨花女子大学校のフランス文学科卒。韓神大学校宣教神学大学院神学修士、梨花女子大学校女性学科大学院女性学修士。1967年に大学教授の朴聖焌と結婚。1974年より韓国神学大学校女性学講師、梨花女子大学校女性学科講師、聖心女子大学校女性学科講師。彼女の夫は1974年の人民革命党事件で逮捕され、10年以上服役しており、彼女自身も維新体制下で、民主化運動の担い手となる女性指導者の養成に励むなか、1979年にクリスチャン・アカデミー事件で逮捕（反共法違反）され、KCIA（大韓民国中央情報部）から拷問を受け、2年間投獄されている。
1989年から1994年までに韓国女性民友会長、韓国女性団体連合常任代表歴任、1994年に結成された市民運動団体の参与連帯では共同代表を務めた。女性の政治、社会参加と家族法の改正を一貫して主張し、性暴力防止や母性保護に関連する法律の制定にも主導的な役割を果たした。

### 政界入り
1999年、金大中政権与党である新千年民主党（新政治国民会議を改編して発足した政党）に入党、2000年の第16代国会議員選挙に全国区から出馬して当選、国会議員となった。2001年に発足した女性家族部の初代長官。2003年から2004年までに環境部長官。2004年開かれたウリ党常任中央委員。第17代国会議員選挙では京畿道高陽市の地方区から出馬、再選した。

### 初の女性国務総理
2006年4月、国務総理に任命され、大韓民国憲政史上初の女性首相となった。2007年3月に総理の座を退き、6月18日に大統領選に出馬表明し、大統合民主新党（民主新党）の候補者予備選挙に出馬したが、9月14日には撤回し李海瓚（イ・ヘチャン）元首相への支持を表明した。翌2008年4月の総選挙では民主新党と民主党が統合して結成された統合民主党から出馬したが、李明博大統領与党のハンナラ党候補で元高陽郡守（郡の首長）の白成雲（ペク・ソンウン）に敗れた。

### ソウル市長選挙
2009年になって首相在任時の汚職疑惑が報じられ起訴される（後節を参照）。1審で無罪判決が宣告された直後の2010年4月21日、6月に行われるソウル特別市長選挙への出馬を表明し、出馬会見では李明博・呉世勲時代の8年間の市政を批判し、公約として雇用や福祉、教育への予算を増額、不必要な土木と建設予算の大幅な削減を示した。また無償義務給食の施行、無償保育教育の比率拡大、放課後教育の大幅拡大なども提示した。そして5月6日、民主党のソウル市長候補を決定するため行われた党内選挙において、李啓安前議員との一騎討ちを制してソウル市長候補に確定した。全国同時地方選挙における候補者登録最終日の5月14日には民主労働党の市長候補である李相奎との候補者一本化に合意し、韓明淑は野党4党（民主党、民主労働党、国民参与党、創造韓国党）の統一候補となった。
選挙戦は当初、現職でハンナラ党の市長候補である呉世勲が韓明淑を支持率で15%以上引き離し、韓候補は不利な戦いを強いられるかに見えた。しかし、李明博政権の政権運営に対して不満を戴いていた20〜40代の有権者が前回より多く投票したことと相まって、呉世勲と激しい接戦を演じ、最終的には呉世勲に敗れたものの、当選した呉候補との票差は1%にも満たない僅差であった。こうした結果を受け、韓明淑候補は「私は敗れたが、国民は勝利した」とする談話を発表、「国民は今度の選挙で、李明博政府の失政に対し、しっかりとした審判を下した」「政府は民心を直視し、国民の審判を謙虚に受け止めるべき」と述べた。
その後、無償給食の是非を問う住民投票が成立しなかった責任をとってソウル市長の職を辞任した呉世勲の後任を決めるために2011年10月に行われるソウル市長補欠選挙を巡って野党民主党の有力候補として取りざたされていたが、すでに出馬の意志を表明していた参与連帯創設者の一人で希望製作所常任理事を務める朴元淳弁護士と候補一本化で合意し、自身は不出馬を表明（9月13日）した。

### 民主統合党代表
民主党と市民統合党及び韓国労総が合同して2011年12月16日に結成された民主統合党の党指導部選挙に出馬、12月26日の予備選挙にて本選候補の一人となった。そして、党員・市民による投票と2012年1月15日の全党大会にて行われた代議員投票の結果、最多得票を得て新代表に選ばれた。
代表就任直後、民主統合党の支持率はハンナラ党を大きく上回り、院内第1党も展望できる状況になっていた。しかし、国務総理時代に推進していた米韓自由貿易協定（米韓FTA）の再協議表明、2012年4月の総選挙における候補者予備選挙の選挙人団不法募集疑惑、公薦過程で旧民主系を排除して親盧派・486世代を優遇したことに対し党内外の不満を招き、支持率を下落させ、党首としてのリーダーシップも問われる事態となった。3月20日に発表された総選挙比例代表名簿では15位で搭載された。4月11日に行われた総選挙において民主統合党は首都圏で躍進したものの、与党セヌリ党から第1党の座を奪取することはできず、事実上敗北した。総選挙敗北の責任を取り、4月13日に民主統合党の党首を辞任することを表明した。代表を退いた後は党常任顧問に就任。

## 首相在任時の汚職
2009年12月4日、首相在任中の2007年に運輸会社元社長より5万ドル（約440万円）を渡され、韓国電力公社の子会社への社長就任を働きかけられたという汚職疑惑が報道されるが本人は否定。同月9日、11日に検察当局が要請した任意での事情聴取を拒み、争う考えを示した。同月18日に逮捕された。これに対し民主党は「捜査は政治的工作」であるとの見解を表明している。
2010年4月10日、1審裁判部は無罪を宣告した。検察の起訴は李明博の意中に従って野党の有力な政治人において悪意的な捜査と見られる意見もある。1審の無罪判決直後、2ヶ月後に予定されていたソウル市長選挙への出馬を表明し、6月2日の選挙では落選したものの僅差での敗北であったことから、選挙後に韓明淑の汚職疑惑捜査を再開するとしていた検察当局が捜査を再開するかどうかは微妙な情勢となったも報じられた。
また「5万ドル賄賂事件」とは別に韓国建設会社元社長のハン・マンホから9億ウォン不法政治資金授受事件で2010年7月に起訴され、裁判が行われていたが、こちらの方でも2011年10月31日に無罪が宣告されている。
2013年9月16日のソウル高等法院は9億ウォン不法政治資金授受事件に関する控訴審で一審の無罪判決を取り消し、懲役2年の実刑と追徴金8億8千万ウォンを宣告した。これに対し、本人は「政治的判決ではないか、という疑念を消すことが出来ない」として上告することを明らかにした。2015年8月20日、大法院は韓明淑側の上告を棄却し、懲役2年と追徴金8億8000万ウォンの刑が確定し、元首相では初めて金銭の不正授受が確認され、拘束収監されることになった。判決確定を受け、韓明淑は報道資料を通じ「政治弾圧の鎖に縛られた罪人になってしまった」と改めて潔白を主張。新政治民主連合代表である文在寅も「司法部に対する期待が崩れてしまい、惨憺たる心情だ」とコメントした。8月24日にソウル拘置所に収監され、2017年8月23日に2年の刑期を終え京畿道の議政府刑務所から出所。文喜相元国会副議長や李海瓚元首相をはじめ、約100人の支持者が出迎えた。
2020年になって、与党の共に民主党は、「高圧的な捜査と司法壟断の被害者」などと発言し、再捜査を要求している。
2021年12月24日、文在寅政権は12月31日付で行う新年の特別赦免・減刑・復権措置に韓明淑を含めることを決定し、復権することとなった。しかし、追徴金8億8千万ウォンのうち、7億ウォンほどはまだ未納であったため、文在寅政権の方針ではそもそも恩赦対象になれないと法曹界が指摘した。

## 政策
2004年に国家保安法廃止法案に署名したことなどから、左派との見方がある。